# Nigel de Grey
Nigel Arthur de Grey, né le 27 mars 1886 et mort le 25 mai 1951, est un casseur de codes britannique.

## Biographie
Il a rejoint le bureau 40 de décryptement des codes allemands au début de l'année 1915. Il provenait de la société d'édition de William Heinemann. De Grey, avec le révérend William Montgomery, décrypta le Télégramme Zimmermann le 17 janvier 1917. Le télégramme Zimmerman a été envoyé par le ministre allemand des affaires étrangères, Arthur Zimmerman. Son destinataire était Heinrich von Eckardt, l'ambassadeur allemand au Mexique. C'est ce télégramme qui a en partie contribué à l'entrée des États-Unis dans la Première Guerre mondiale.
Pendant la Seconde Guerre mondiale, Nigel de Grey a été affecté à Bletchley Park. Après la Seconde Guerre mondiale, il est resté au GC & CS, qui a été rebaptisé GCHQ. Il a pris sa retraite en 1951.